# Femmina accabadora
Femmina accabadora (inne określenie tego zjawiska to sacerdotessa della morte – dosł. „służebnica śmierci”) – sardyńskim terminem femmina accabadora, czy też femmina agabbadòra (s'accabadóra, dosł. „ta, która doprowadza do końca”, prawdopodobnie od hiszpańskiego czasownika acabar, „kończyć”) zwykło się określać kobiety, które przeprowadzały (nie ma zgodności co do tego, czy ten proceder jest dalej uprawiany) eutanazję na osobach w terminalnym stadium choroby, na ich prośbę, lub na prośbę i za zgodą rodziny umierającego. W dokumentach historycznych nie ma wzmianek o istnieniu accabadoras, wielu antropologów otwarcie neguje możliwość istnienia takiego procederu. Są jednak dowody na to, że służebnice śmierci praktykowały jeszcze kilka dziesięcioleci temu, mówi się o dwóch accabadoras działających na terenie Luras i Oristano w latach 20. XX wieku. Przyjmuje się też, że działalność służebnic śmierci ograniczała się wyłącznie do niektórych subregionów Sardynii (na przykład Marghine, Planargia i Gallura), nie rozprzestrzeniając się na teren całej wyspy.

## Charakterystyka działalnościaccabadoras
Rolę służebnic śmierci miały pełnić biedne wdowy, które utrzymywały się dzięki jałmużnie, często w postaci świeżo upieczonego chleba (płacenie na „usługi” accabadoras w inny sposób było zakazane ze względu na kontrowersyjny charakter tej działalności i brak akceptacji ze strony Kościoła Katolickiego). Accabadoras, zawsze ubrane na czarno i z zasłoniętą twarzą, stosowały różne techniki uśmiercania chorych. Naoczni świadkowie mówią o duszeniu poduszką, uderzaniu w czoło lub w kark kijem z drzewa oliwnego (su mazzolu), a także o skręcaniu karku. Używano również narzędzia z drewna w kształcie młotka (jualeddu), jednak nie do końca wiadomo, jakie było jego zastosowanie.
Jednym z rytuałów towarzyszących temu rodzajowi eutanazji było zabranie z pokoju umierającego wszystkich obrazów przedstawiających świętych katolickich, a także przedmiotów dla niego ważnych. Miało to na celu uczynienie oderwania duszy od ciała łatwiejszym i mniej bolesnym.

## Motywy kierujące służebnicami śmierci
Jedna z teorii mająca na celu usprawiedliwienie tego procederu mówi o trudnościach z przemieszczaniem się na terenie Sardynii, a także o problemach finansowych, które uniemożliwiały korzystanie z pomocy medycznej w szpitalach. Poza tym rodziny osób starszych i chorych stawały przed koniecznością opieki nad nimi, co powodowało wiele problemów, szczególnie w okresie prac rolnych, które były niegdyś jedynym źródłem utrzymania.

## Accabadorasversus Kościół Katolicki
Włoski pisarz i dziennikarz Francesco Alziator, poruszający w swoich tekstach problematykę służebnic śmierci, zwraca uwagę na zmowę milczenia ze strony Kościoła katolickiego na Sardynii. Alziator twierdzi, że to niemal niemożliwe, żeby księża nie wiedzieli o accabadoras, tym bardziej, że hierarchowie kościelni byli świadomi istnienia innych rytuałów związanych ze śmiercią, mniej brutalnych i niebezpiecznych, wyrażając otwarty sprzeciw wobec ich praktykowania.

## Folklor a eutanazja
Doniesienia o accabadoras nie są jedynymi śladami wskazującymi na istnienie alternatywnych form eutanazji na Sardynii. W dziełach klasyków łacińskich można trafić na wzmianki, jakoby mieszkańców Sardynii, którzy osiągnęli wiek 75 lat, zabierano na najbliższy klif i zrzucano z niego do morza.
Sacerdotesse della morte nie były postrzegane przez lokalną społeczność jako morderczynie, ich działalność uważano za akt litości i miłosierdzia, pomagały wypełnić się przeznaczeniu, przerwać pasmo cierpienia, zawsze życzliwe, „ostatnie matki".